# بلاس إنفانتي
بلاس إنفانتي بيريث دي بارغاس (بالإسبانية: Blas Infante Pérez de Vargas) (بلدة قشريش، مقاطعة مالقة، 5 يوليو 1885 – إشبيلية 11 أغسطس 1936) رجل سياسة ومفكر وكاتب أندلسي ويعتبر أبو القومية الأندلسية الحديثة.
تعرّف إنفانتي إبان مقامه في غرناطة على التراث الإسلامي الأندلسي، وأخذ شعوره الفطري شكل الهوية الإسلامية الأندلسية، وفي تهيئة لمباراة العدالة، زار إنفانتي إشبيلية وقرطبة ومجريط، واجتمع بزعماء الحركة الأندلسية، وأصبح يعتقد أن الهوية الأندلسية ليست هوية عرق أو دم، لكنها هوية وجود ومعرفة. وفي سنة 1907 زار إنفانتي إشبيلية فوجد فيها نشاطًا فكريًّا كبيرًا. وفي مشروع الدستور المحلي لمنطقة الأندلس سنة 1931 طرح فكرة إنشاء فدرالية تجمع بين بلاد المغرب ومنطقة أندلسيا تجمعهما «أخوة سياسية» بعيدا عن الفكر الاستعماري.

## مسيرته

### النشاط السياسي
في سنة 1910 عُيِّن إنفانتي عدلاً في بلدة قنطيانة، فسكن إشبيلية القريبة منها، وأصبح ينتقل بين البلدتين، تأثر إنفانتي في إشبيلية بمفكريها الأندلسيين، وساهم في أنشطتهم الثقافية، وفي 28 نوفمبر 1913، قُبِل إنفانتي في مجلس المحامين، وفي 23 مارس 1914، ألقى خطابًا في «أتينيو» إشبيلية عن «النظرية الأندلسية» كان أساس كتابه التاريخي عن القومية الأندلسية، وفي نفس السنة فتح مكتب محاماه في إشبيلية، وفي سنة 1914 ، ظهرت الطبعة الأولى من كتابه «النظرية الأندلسية».

### زيارة المغرب
سنة 1924، في ذروة معارك الريف ضد المستعمر الأسباني في المغرب، وثلاثة سنوات على انتهاء معركة أنوال التي أشعلت الصراع في الداخل الإسباني وتسببت في سخط الكتلان والجيش، زار إنفانتي قبر المعتمد بن عباد في أغمات بالقرب من مراكش، حيث تعرَّف على بعض أبناء المنحدرين من أسر هاجرت من الأندلس. وفي يوم 15 سبتمبر 1924 قيل أنه أعلن الشهادتان واعتنق الإسلام في مسجد صغير بأغمات وتسمى باسم أحمد. وكان من بين الشهود مغربيين من المنحدرين من الموريسكيين: عمر الدكالي وآخر من قبائل بني الأحمر. بالمقابل نفت أسرته وأنكرت إدعاءات إسلامه، في مقابلة سنة 2011 مع ابنته ماريا دي لوس انجليس إنفانتي، كَذَّبت تحوله للإسلام، وإدعّت أنه انتمى للتقاليد الكاثوليكية وأنه كان معجبًا في شخصيات كاثوليكية مثل تيريزا الأفيلاوية ويوحنا الافيلي.

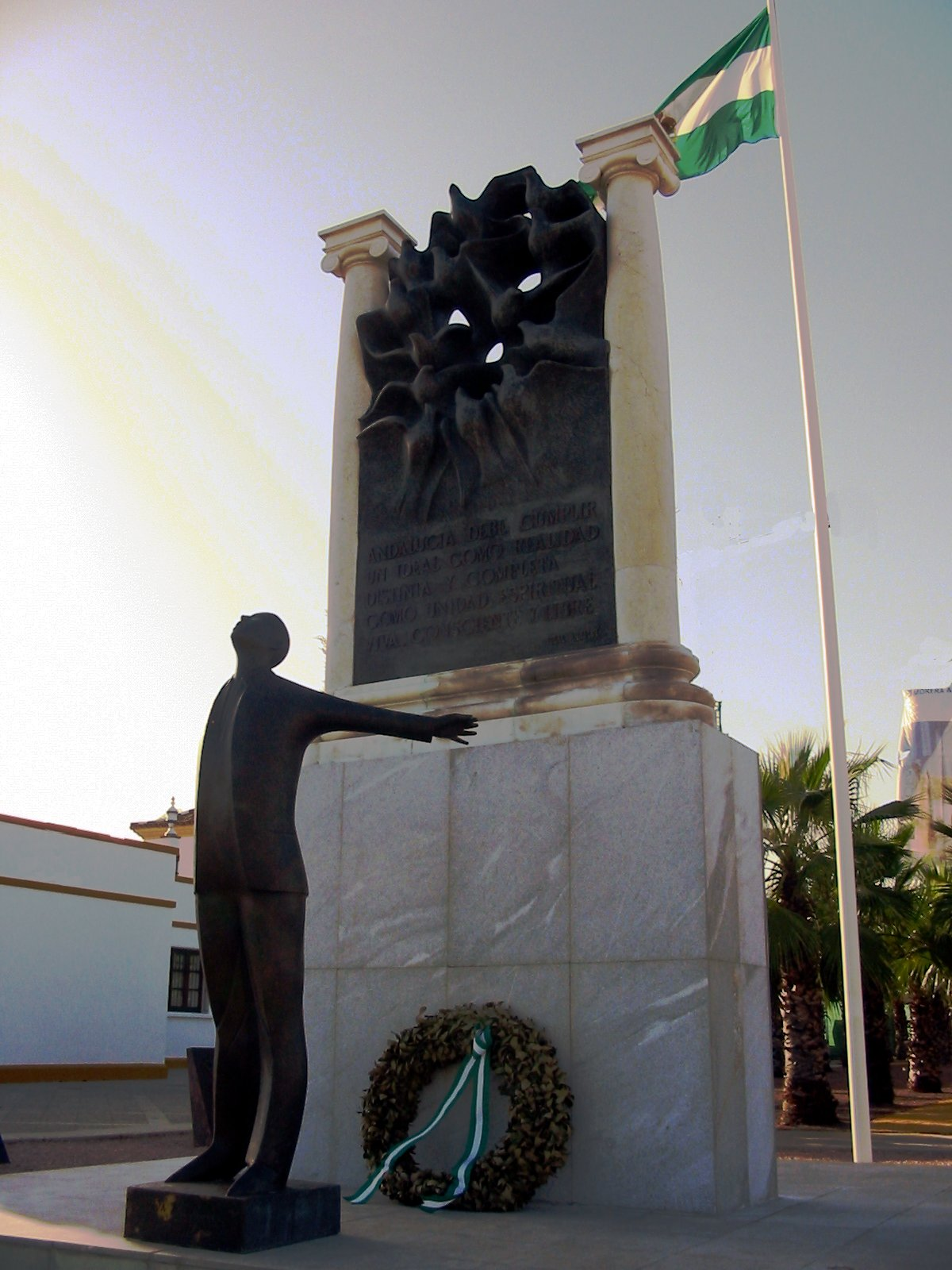
نصب تذكاري لبلاس إنفانتي ، أب الأندلس ، في المكان الذي أعدم فيه من طرف فرقة من الكتائب سنة 1936.

### اغتياله
عندما استولت قوات فرانكو على إشبيلية في بداية الحرب الاهلية الأسبانية، هجمت فرقة من الكتائب الإسبانية على إنفانتي في بيته دار الفرح بقورية ديل ريو، وساقته إلى إشبيلية. كانت هذه آخر رسالة كتبها بلاس انفانتي لزوجته وأبنائه:
قتل من دون محاكمة جنباً مع معتقلين اثنين في 11 أغسطس 1936 في الكيلومتر الرابع في الطريق الفاصل بين إشبيلية وقرمونة رميًا بالرصاص. بعد أربع سنوات من الحادث أصدرت محكمة المسؤوليات السياسية، التي أنشئت بعد الحرب، حكما بإعدامه وبغرامة مالية يدفعها ورثته، وفقا لوثيقة مؤرخة في 4 مايو 1940.
كتبت أنغوستيا بيريس غارسيا رسالة لأبنائها تشرح فيها ما حصل لوالدهم:

## روابط خارجية
- بلاس إنفانتي على موقع ميوزك برينز (الإنجليزية)
- بلاس إنفانتي على موقع ديسكوغز (الإنجليزية)